# ران آندروود
ران آندروود (انگلیسی: Ron Underwood؛ زادهٔ ۶ نوامبر ۱۹۵۳) یک کارگردان اهل ایالات متحده آمریکا است. وی از سال ۱۹۸۰ میلادی تاکنون مشغول فعالیت بوده‌است.